# Namban-ji
Nanban-ji (jap. 南蛮寺 czyt. namban-ji, namban-dera; dosł. świątynia południowych barbarzyńców) – określenie budynku kościoła chrześcijańskiego w XVI i XVII wieku w Japonii. 
Nazwa ta przestała funkcjonować po 1614, kiedy podczas prześladowania chrześcijan zniszczono wszystkie kościoły. Obecnie kościół jako instytucja, wspólnota wiernych, nazywa się w języku japońskim kyōkai (教会), a budynek kościelny kyōkai-dō (教会堂).
W okresie od 1549 do 1614, gdy tolerowano chrześcijaństwo w Japonii, powstało wiele (ok. 250) kościołów katolickich. Mało jednak o nich wiadomo, chociaż zachowały się ich nieliczne malarskie przedstawienia. Istnieją wzmianki o takich kościołach w Yamaguchi (1551), Bungo, Hirado, Arimie, Nagasaki (p.w. Wszystkich Świętych, Todos os Santos 1569), Osace, Kanazawie, Azuchi i Edo. W stolicy cesarskiej Kioto jezuici zbudowali pierwszy kościół p.w. Wniebowzięcia NMP w 1569–1576 (odbudowany potem po zniszczeniu i zburzony ostatecznie w 1614). Zachowane wizerunki tych kościołów wskazują, że były to budynki drewniane, kryte dachówką, wznoszone w tradycyjnym stylu japońskim (np. kibitsu-zukuri), czasem były to adaptowane świątynie buddyjskie. Wyróżniały się krzyżem, umieszczonym na dachu, czasem zmianą proporcji wnętrza dla celów kultowych oraz detalami architektonicznymi i dekoracyjnymi (motywy chrześcijańskie). Do dzisiaj zachowały się nieliczne fundamenty tych kościołów.

## Galeria

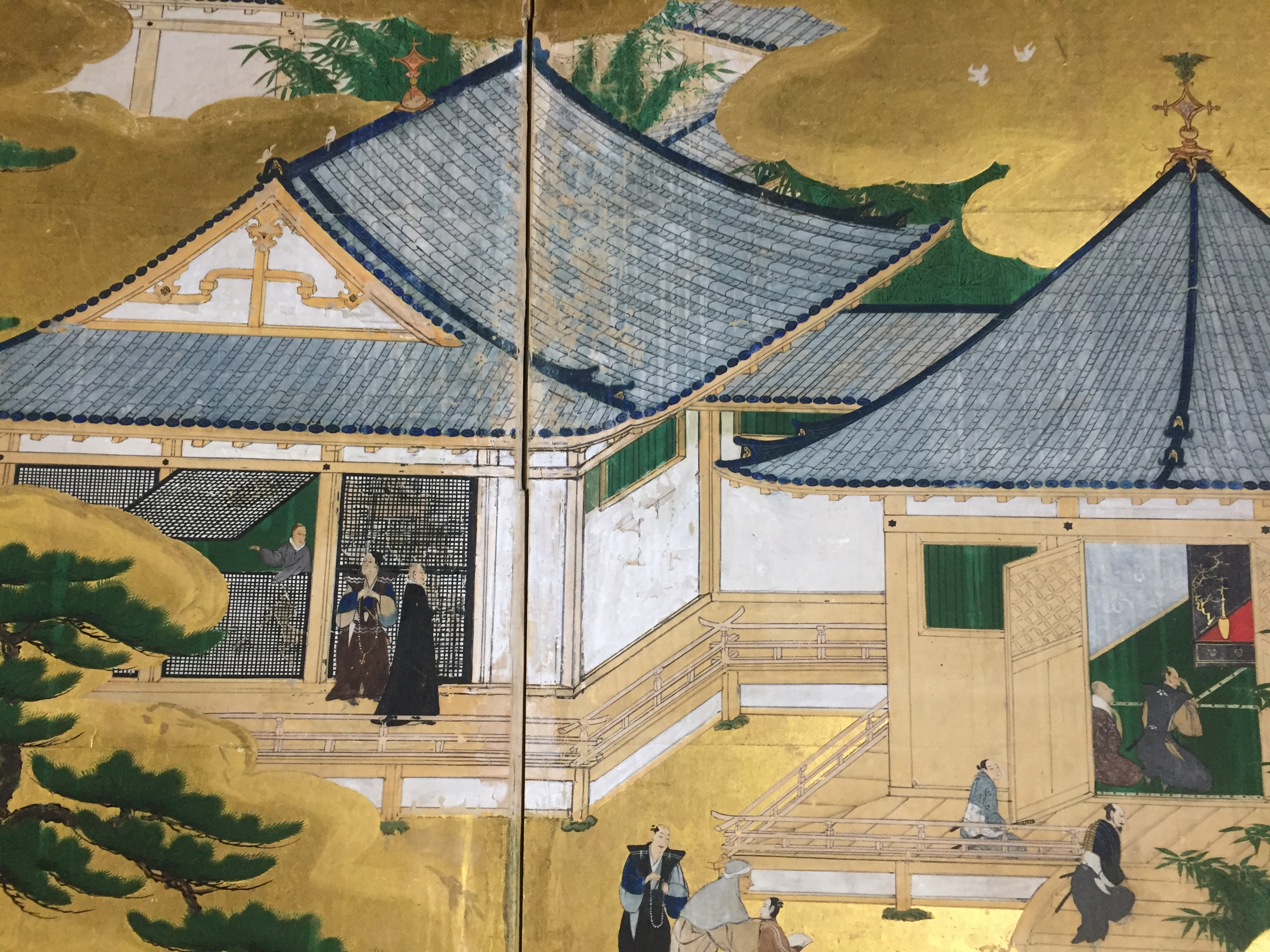
Naizen Kanō (1570-1616) ze szkoły Kanō, Namban-ji (1596-1602)
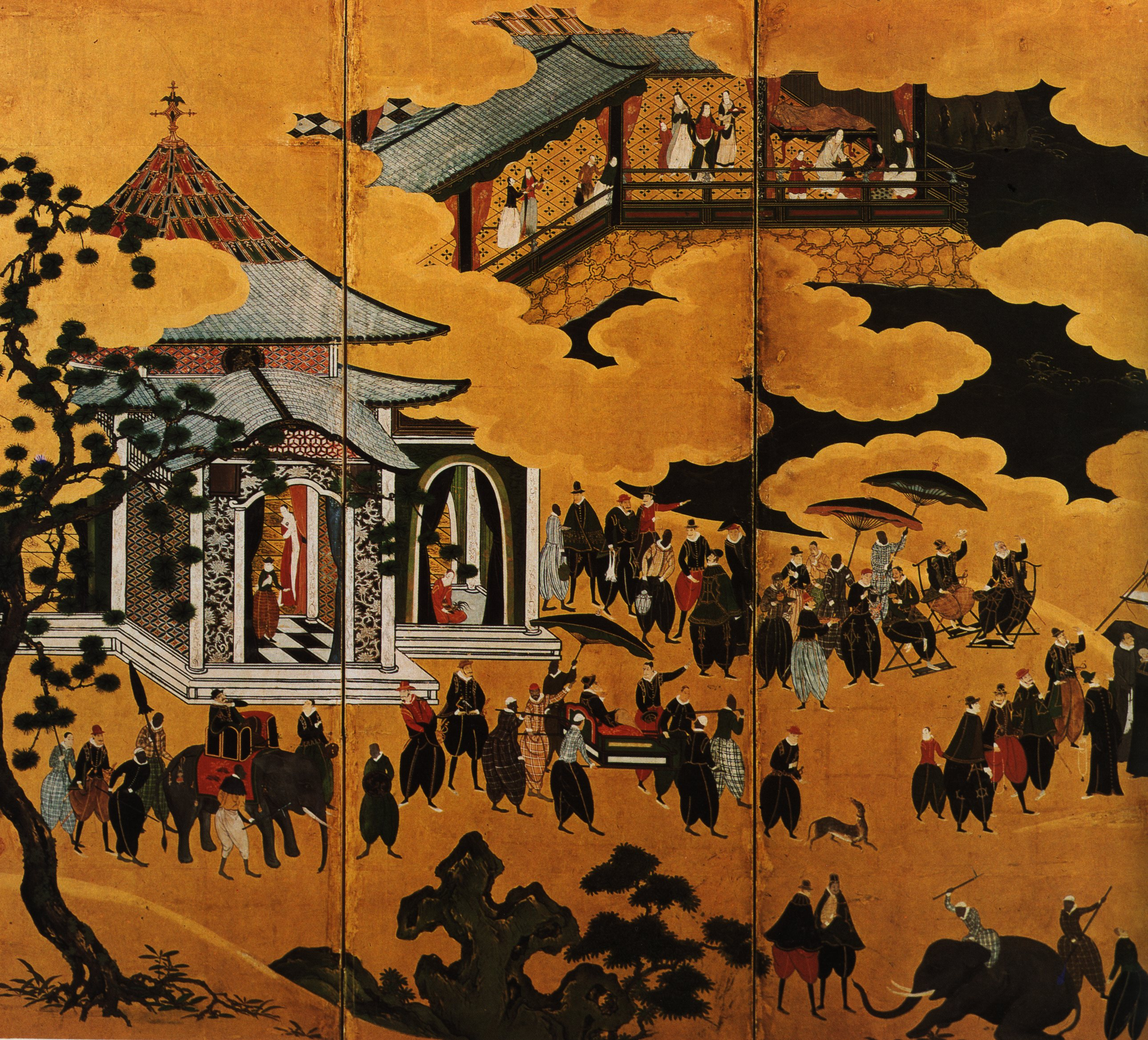
Dōmi Kanō (1568-1600), Barbarzyńcy z Południa (1593-1600), widoczny budynek kościoła
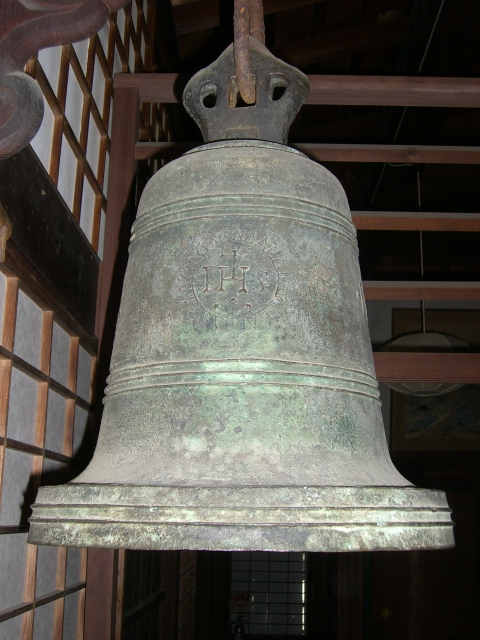
Dzwon kościelny z 1577, przeniesiony do świątyni buddyjskiej Shunkō-in w Kioto
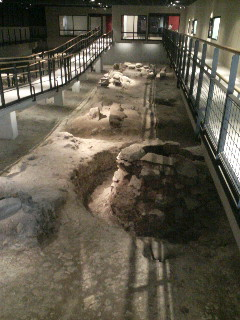
Pozostałości XVI-wiecznego kościoła Santo Domingo w Nagasaki